# خوليو خاراميو
خوليو خاراميو هو مغني إكوادوري، ولد في 1 أكتوبر 1935 في غواياكيل في الإكوادور، وتوفي بنفس المكان في 9 فبراير 1978 بسبب مرض الكبد.

## وصلات خارجية
- خوليو خاراميو على موقع IMDb (الإنجليزية)
- خوليو خاراميو على موقع ميوزك برينز (الإنجليزية)
- خوليو خاراميو على موقع ديسكوغز (الإنجليزية)